# Patrick Morocutti
Patrick Morocutti (* 19. Februar 1968 in Luxemburg) ist ein ehemaliger luxemburgischer Fußballspieler.

## Karriere

### Verein
Morocutti spielte von 1986 bis 1994 für Union Luxemburg. Mit Union wurde er dreimal in Folge luxemburgischer Meister und gewann zweimal die Coupe de Luxembourg. 1994 wechselte er zu Jeunesse Esch und kehrte im Jahr 2000 zu Union zurück, wo er ein Jahr später seine aktive Laufbahn beendete. Insgesamt kam er auf 343 Einsätze in der Nationaldivision.
1988 war er mit 26 Toren und 1991 mit 23 Treffern Torschützenkönig der Nationaldivision. Mit 223 Toren liegt er in der Rangliste der besten Torschützen in Luxemburgs höchster Spielklasse hinter Armin Krings und Daniel Huss an dritter Stelle.

### Nationalmannschaft
Zwischen 1988 und 1996 absolvierte Morocutti 19 Länderspiele für die luxemburgische Nationalmannschaft, in denen er ohne Torerfolg blieb.
Sein erstes Spiel bestritt er am 27. April 1988 bei der 0:3-Niederlage im Freundschaftsspiel gegen Italien.
Seinen letzten Einsatz hatte er am 7. Februar 1996 im Freundschaftsspiel gegen Marokko in Rabat, das mit einer 0:2-Niederlage der Luxemburger endete.

## Erfolge
- Luxemburgischer Meister: 1990, 1991 und 1992
- Luxemburgischer Pokalsieger: 1989 und 1991
- Torschützenkönig Nationaldivision: 1988 und 1991